# بانی تایلر
بانی تایلر (انگلیسی: Bonnie Tyler؛با نام اصلی گینور هاپکینز؛Gaynor Hopkins; ۸ ژوئن ۱۹۵۱) یک خواننده اهل ولز است. اولین ترانه وی به نام گمشده در فرانسه جزو ده ترانه برتر جدول تک‌آهنگ‌های بریتانیا در ۱۹۷۶ قرار گرفت و وی نامزد خواننده تازه‌کار زن در سال ۱۹۷۷ برای جایزه بریت شد.
وی همچنین در سال ۲۰۱۳ نماینده انگلستان در مسابقه آواز یوروویژن بود.